# Hieracium lividorubens
Hieracium lividorubens là một loài thực vật có hoa trong họ Cúc. Loài này được (Almq.) Elfstr. mô tả khoa học đầu tiên năm 1893.